# Ignacio Sosa
Ignacio Sosa Ospital (Montevideo, Uruguay; 31 de agosto de 2003) es un futbolista uruguayo. Juega de centrocampista y su equipo actual es el Peñarol de la Primera División de Uruguay.

## Trayectoria
Graduado de las inferiores del Centro Atlético Fénix, Sosa debutó en el primer equipo del club el 3 de julio de 2021 en la victoria por 2-1 sobre Cerro Largo. Fue premiado como mejor debutante del Campeonato Uruguayo 2021 por la AUF.

## Selección nacional
Es internacional juvenil por Uruguay. Fue citado al Campeonato Sudamericano Sub-20 de 2023. Posteriormente integró el equipo campeón del mundo sub-20 del 2023
| Torneo                                 | Sede      | Resultado  | Partidos |
| -------------------------------------- | --------- | ---------- | -------- |
| Campeonato Sudamericano Sub-20 de 2023 | Colombia  | Subcampeón | 8        |
| Copa Mundial de Fútbol Sub-20 de 2023  | Argentina | Campeón    | 7        |

## Estadísticas

### Clubes
Actualizado al último partido disputado el 14 de noviembre de 2024.
| Club              | Div.          | Temporada     | Liga  | Liga  | Copas nacionales | Copas nacionales | Copas internacionales | Copas internacionales | Total | Total |
| Club              | Div.          | Temporada     | Part. | Goles | Part.            | Goles            | Part.                 | Goles                 | Part. | Goles |
| ----------------- | ------------- | ------------- | ----- | ----- | ---------------- | ---------------- | --------------------- | --------------------- | ----- | ----- |
| Fénix · Uruguay   | 1.ª           | 2021          | 13    | 0     | 0                | 0                | –                     | –                     | 13    | 0     |
| Fénix · Uruguay   | 1.ª           | 2022          | 24    | 1     | 0                | 0                | –                     | –                     | 24    | 1     |
| Fénix · Uruguay   | 1.ª           | 2023          | 10    | 0     | 0                | 0                | –                     | –                     | 10    | 0     |
| Fénix · Uruguay   | Total club    | Total club    | 47    | 1     | 0                | 0                | 0                     | 0                     | 47    | 1     |
| Peñarol · Uruguay | 1.ª           | 2023          | 9     | 0     | 1                | 0                | 0                     | 0                     | 10    | 0     |
| Peñarol · Uruguay | 1.ª           | 2024          | 15    | 0     | 0                | 0                | 5                     | 0                     | 20    | 0     |
| Peñarol · Uruguay | Total club    | Total club    | 24    | 0     | 1                | 0                | 5                     | 0                     | 30    | 0     |
| Total carrera     | Total carrera | Total carrera | 71    | 1     | 1                | 0                | 5                     | 0                     | 77    | 1     |

## Palmarés

### Títulos nacionales
| Título              | Club    | País    | Año  |
| ------------------- | ------- | ------- | ---- |
| Torneo Apertura     | Peñarol | Uruguay | 2024 |
| Torneo Clausura     | Peñarol | Uruguay | 2024 |
| Campeonato Uruguayo | Peñarol | Uruguay | 2024 |
| Torneo Intermedio   | Peñarol | Uruguay | 2025 |

### Títulos internacionales
| Título              | Club                 | País      | Año  |
| ------------------- | -------------------- | --------- | ---- |
| Copa Mundial Sub-20 | Selección de Uruguay | Argentina | 2023 |

### Distinciones individuales
| Distinción                              | Año  |
| --------------------------------------- | ---- |
| Mejor debutante del Campeonato Uruguayo | 2021 |